# مارك فومارولي
مارك فومارولي (بالفرنسية: Marc Fumaroli)‏ (1932 - 2020)، هو مؤرخ وكاتب فرنسي.
مارك من مواليد يوم 10 يونيو 1932 في مدينة مرسيليا. وتوفي في مدينة باريس يوم 24 يونيو 2020.
سبق له الفوز بجائزة كومبور شاتوبريان.